# 長島公佑
長島 公佑（ながしま こうすけ、1920年11月30日 - 2003年11月19日）は、日本の実業家。長島商事創業者。鹿児島県唯一の遊園地であったジャングルパーク遊園地や長島美術館などを建設した。

## 来歴・人物
鹿児島県大島郡喜界町出身。1951年10月、長島商事を設立。1960年には指宿市で熱帯植物の育成販売業開始した（現、長島植物園）。1970年、鹿児島市与次郎に国際ジャングルパークを建設した。1971年12月、かごしま熱帯植物園を隣接地に開園した。
1985年4月、財団法人長島文化財団を設立する。故郷の喜界町に2億2千万円を寄付し、1985年4月に喜界町図書館が開館された。1989年に現在の武三丁目に長島美術館を建設し、長年収集してきた美術品を公開した。1994年には国分ジャングルパークを建設した。
1972年に紺綬褒章を受章。2003年11月19日、肺炎のため死去。